# Queen Bee (cabaretduo)
Queen Bee was een Duits kleinkunst-, cabaret- en muziekduo van Ina Müller en Edda Schnittgard.
Het duo trad op sinds de zomer van 1994 met muziek en heldere tot vinnige teksten. Onderwerpen die ze kozen waren bijvoorbeeld geslachtsverkeer, dubbele verhoudingen en verschillende problemen van alle dag en waren vanuit vrouwelijk gezichtspunt of van Noord-Duitse oorsprong.
De spraaklustige, extraverte Ina Müller stond - vooral bij liveoptredens - veelal op de voorgrond. Edda Schnittgard speelde mee van achter haar piano en contrasteerde met haar stoïcijnse gebaren en mimiek.
In 2004 speelde het duo mee in de film Schöne Frauen van Sathyan Ramesh. Het jaar erop namen beide artiesten afscheid van elkaar als duo en gingen ze solo verder.

## Discografie
- 1996: Die eine singt, die andere auch
- 1998: Wenn Du aufhörst, fang ich an
- 2000: Freundinnen
- 2002: Volle Kanne Kerzenschein
- 2005: Abseits ist, wenn keiner pfeift

## Onderscheidingen
- 2000: Stimuleringsprijs uit de Mindener Stichlinge, bandprijs
- 2001: Duitse Kleinkunstprijs in de categorie chanson / lied / muziek